# Colombiers (Orne)
Pour les articles homonymes, voir Colombiers.
Colombiers est une commune française, située dans le département de l'Orne en région Normandie, peuplée de 334 habitants.

## Géographie

### Hydrographie
La commune est située dans le bassin Loire-Bretagne. Elle est drainée par la Briante, le Bourdon, le Velluet et les Boulay,,.
La Briante, d'une longueur de 17 km, prend sa source dans la commune du Bouillon et se jette  dans la Sarthe à Alençon, après avoir traversé six communes. 

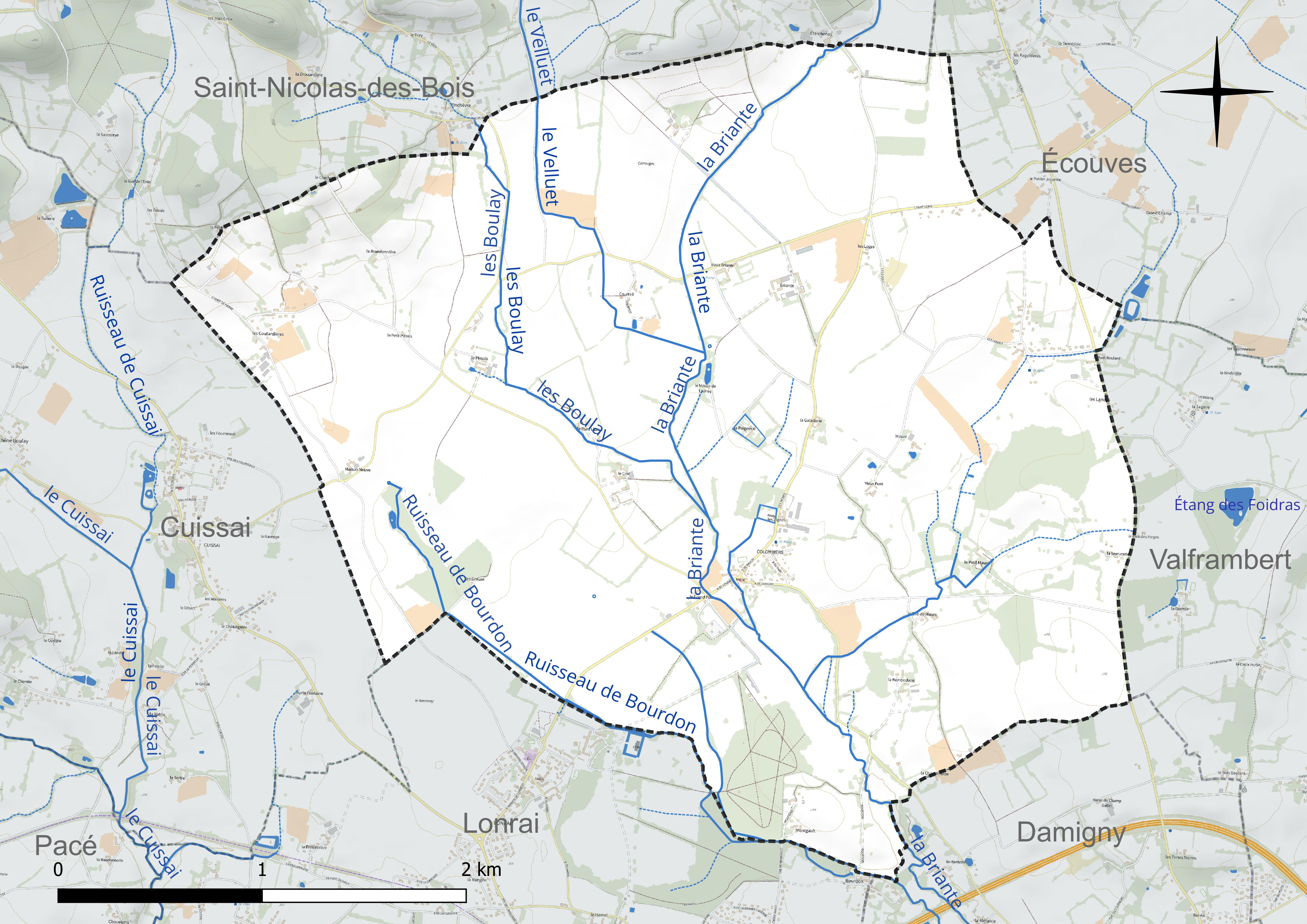
Réseau hydrographique de Colombiers.

### Climat
Pour des articles plus généraux, voir Climat de la Normandie et Climat de l'Orne.
En 2010, le climat de la commune est de type climat océanique dégradé des plaines du Centre et du Nord, selon une étude du CNRS s'appuyant sur une série de données couvrant la période 1971-2000. En 2020, Météo-France publie une typologie des climats de la France métropolitaine dans laquelle la commune est dans une zone de transition entre le climat océanique et le climat océanique altéré et est dans la région climatique Normandie (Cotentin, Orne), caractérisée par une pluviométrie relativement élevée (850 mm/a) et un été frais (15,5 °C) et venté. Parallèlement le GIEC normand, un groupe régional d’experts sur le climat, différencie quant à lui, dans une étude de 2020, trois grands types de climats pour la région Normandie, nuancés à une échelle plus fine par les facteurs géographiques locaux. La commune est, selon ce zonage, exposée à un « climat des plateaux abrités », se caractérisant par une pluviométrie et des contraintes thermiques modérées mais aussi, par effet de continentalité, des températures plus contrastées qu'au nord dans la plaine de Caen, avec communément 10 à 15 jours par an de plus de froid en hiver et de chaleur en été.
Pour la période 1971-2000, la température annuelle moyenne est de 10,7 °C, avec une amplitude thermique annuelle de 13,8 °C. Le cumul annuel moyen de précipitations est de 740 mm, avec 12,2 jours de précipitations en janvier et 7,6 jours en juillet. Pour la période 1991-2020, la température moyenne annuelle observée sur la station météorologique la plus proche, située sur la commune d'Alençon à 5 km à vol d'oiseau, est de 11,3 °C et le cumul annuel moyen de précipitations est de 743,7 mm,. Pour l'avenir, les paramètres climatiques de la commune estimés pour 2050 selon différents scénarios d’émission de gaz à effet de serre sont consultables sur un site dédié publié par Météo-France en novembre 2022.

## Urbanisme

### Typologie
Au 1er janvier 2024, Colombiers est catégorisée commune rurale à habitat dispersé, selon la nouvelle grille communale de densité à sept niveaux définie par l'Insee en 2022.
Elle est située hors unité urbaine. Par ailleurs la commune fait partie de l'aire d'attraction d'Alençon, dont elle est une commune de la couronne,. Cette aire, qui regroupe 89 communes, est catégorisée dans les aires de 50 000 à moins de 200 000 habitants,.

### Occupation des sols
L'occupation des sols de la commune, telle qu'elle ressort de la base de données européenne d’occupation biophysique des sols Corine Land Cover (CLC), est marquée par l'importance des territoires agricoles (97,8 % en 2018), une proportion identique à celle de 1990 (97,8 %). La répartition détaillée en 2018 est la suivante : 
terres arables (54,8 %), prairies (33,1 %), zones agricoles hétérogènes (10 %), forêts (2,1 %), zones urbanisées (0,1 %). L'évolution de l’occupation des sols de la commune et de ses infrastructures peut être observée sur les différentes représentations cartographiques du territoire : la carte de Cassini (XVIIIe siècle), la carte d'état-major (1820-1866) et les cartes ou photos aériennes de l'IGN pour la période actuelle (1950 à aujourd'hui).

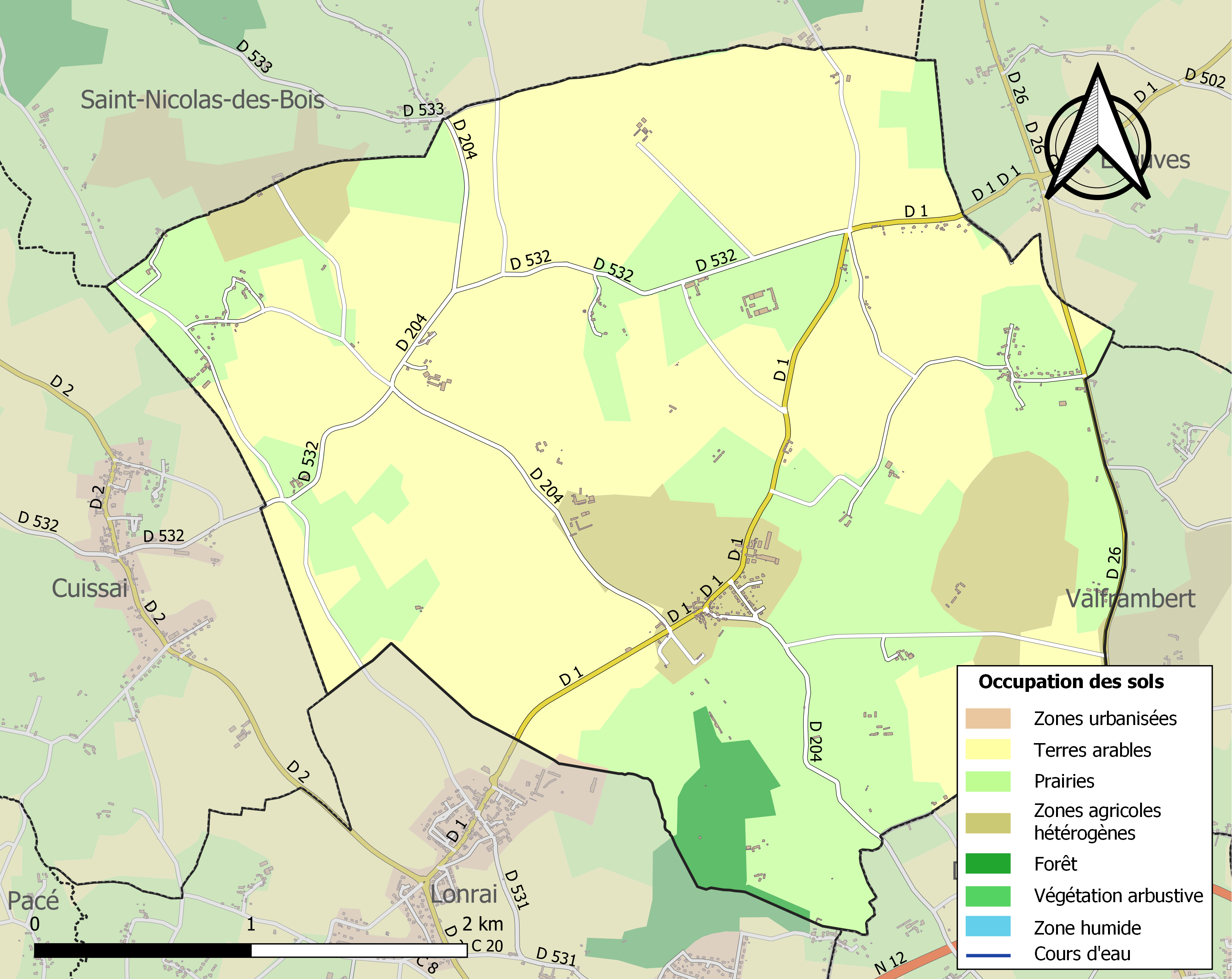
Carte des infrastructures et de l'occupation des sols de la commune en 2018 (CLC).

### Habitat et logement
En 2018, le nombre total de logements dans la commune était de 172, alors qu'il était de 171 en 2013 et de 150 en 2008.
Parmi ces logements, 86 % étaient des résidences principales, 5,8 % des résidences secondaires et 8,2 % des logements vacants. Ces logements étaient pour 97,6 % d'entre eux des maisons individuelles et pour 2,4 % des appartements.
Le tableau ci-dessous présente la typologie des logements à Colombiers en 2018 en comparaison avec celle de l'Orne et de la France entière. Une caractéristique marquante du parc de logements est ainsi une proportion de résidences secondaires et logements occasionnels (5,8 %) inférieure à celle du département (10,5 %) mais supérieure à celle de la France entière (9,7 %). Concernant le statut d'occupation de ces logements, 83 % des habitants de la commune sont propriétaires de leur logement (80,4 % en 2013), contre 64,3 % pour l'Orne et 57,5 pour la France entière.
| Typologie                                               | Colombiers | Orne | France entière |
| ------------------------------------------------------- | ---------- | ---- | -------------- |
| Résidences principales (en %)                           | 86         | 78,3 | 82,1           |
| Résidences secondaires et logements occasionnels (en %) | 5,8        | 10,5 | 9,7            |
| Logements vacants (en %)                                | 8,2        | 11,2 | 8,2            |

### Voies de communication et transports
Colombiers est desservie par le réseau de bus Alto. Ce réseau fait partie des Transports urbains de la communauté urbaine d'Alençon. Colombiers fait partie des lignes Iténéo 5, Iténéo Access, Domino 6 (Primaires), 7 (Primaires) et 9.

## Toponymie
Le nom de la localité est attesté sous les formes Calumbeis en 1089, Columbers au XIIe siècle, Columbarta vers 1335.
Ernest Nègre y voit le pluriel de l'oïl colombière « pigeonnier ». Il s'agirait plus probablement d'un nom issu de columbarium, « cimetière ».

## Histoire
Un projet de fusion des communes de Lonrai, Colombiers et Saint-Nicolas-des-Bois a été envisagé par les maires dans les années 2020, puis abandonné.

## Politique et administration

### Rattachements administratifs et électoraux

#### Rattachements administratifs
La commune se trouve dans l'arrondissement d'Alençon du département de l'Orne.
Elle faisait partie de 1801 à 1982 du canton d'Alençon-Ouest, année où elle est intégrée à l'ancien canton d'Alençon-1. Dans le cadre du redécoupage cantonal de 2014 en France, cette circonscription administrative territoriale a disparu, et le canton n'est plus qu'une circonscription électorale.

#### Rattachements électoraux
Pour les élections départementales, la commune fait partie depuis 2014 du canton de Damigny
Pour l'élection des députés, elle fait partie de la première circonscription de l'Orne.

### Intercommunalité
Colombiers est membre de la communauté urbaine d'Alençon, un établissement public de coopération intercommunale (EPCI) à fiscalité propre créé fin 1996 et auquel la commune a transféré un certain nombre de ses compétences, dans les conditions déterminées par le code général des collectivités territoriales.

### Liste des maires
| Période                                  | Période                             | Identité          | Étiquette | Qualité                              |
| ---------------------------------------- | ----------------------------------- | ----------------- | --------- | ------------------------------------ |
| Les données manquantes sont à compléter. |                                     |                   |           |                                      |
| 1983                                     | 2011                                | Martial Marignier | SE        | Agriculteur                          |
| 2011                                     | mai 2022,                           | Emmanuel Roger    | SE-DVG    | cadre d’assurance Décédé en fonction |
| septembre 2022                           | En cours (au 16 2022 novembre 2022) | Monique Olin      |           | Aide soignante retraitée             |

## Population et société

### Démographie
L'évolution du nombre d'habitants est connue à travers les recensements de la population effectués dans la commune depuis 1793. Pour les communes de moins de 10 000 habitants, une enquête de recensement portant sur toute la population est réalisée tous les cinq ans, les populations de référence des années intermédiaires étant quant à elles estimées par interpolation ou extrapolation. Pour la commune, le premier recensement exhaustif entrant dans le cadre du nouveau dispositif a été réalisé en 2006.

En 2022, la commune comptait 334 habitants, en évolution de −0,6 % par rapport à 2016 (Orne : −3,21 %, France hors Mayotte : +2,11 %).
| 1793 | 1800 | 1806 | 1821 | 1836 | 1841 | 1846 | 1851 | 1856 |
| ---- | ---- | ---- | ---- | ---- | ---- | ---- | ---- | ---- |
| 448  | 534  | 519  | 502  | 481  | 511  | 473  | 456  | 483  |

| 1861 | 1866 | 1872 | 1876 | 1881 | 1886 | 1891 | 1896 | 1901 |
| ---- | ---- | ---- | ---- | ---- | ---- | ---- | ---- | ---- |
| 489  | 485  | 492  | 406  | 332  | 316  | 331  | 301  | 316  |

| 1906 | 1911 | 1921 | 1926 | 1931 | 1936 | 1946 | 1954 | 1962 |
| ---- | ---- | ---- | ---- | ---- | ---- | ---- | ---- | ---- |
| 306  | 298  | 260  | 243  | 258  | 232  | 250  | 282  | 297  |

| 1968 | 1975 | 1982 | 1990 | 1999 | 2006 | 2011 | 2016 | 2021 |
| ---- | ---- | ---- | ---- | ---- | ---- | ---- | ---- | ---- |
| 264  | 302  | 351  | 334  | 326  | 341  | 341  | 336  | 332  |

| 2022 | - | - | - | - | - | - | - | - |
| ---- | - | - | - | - | - | - | - | - |
| 334  | - | - | - | - | - | - | - | - |

### Manifestations culturelles et festivités
La deuxième édition de « la fête de la pomme », organisée par Yapuka et d'Ecouves Verte, a eu lieu à l'éco-lieu Le chant des arbres en octobre 2021.

## Culture locale et patrimoine

### Lieux et monuments
- Église Saint-Rigomer.
- Monument aux morts, érigé en 1920 devant l’église, puis transféré sur le carrefour de la commune en 1964[29]